# Chrysozephyrus syla
Chrysozephyrus syla är en fjärilsart som beskrevs av Vincenz Kollar 1848. Chrysozephyrus syla ingår i släktet Chrysozephyrus och familjen juvelvingar. Inga underarter finns listade i Catalogue of Life.

## Bildgalleri

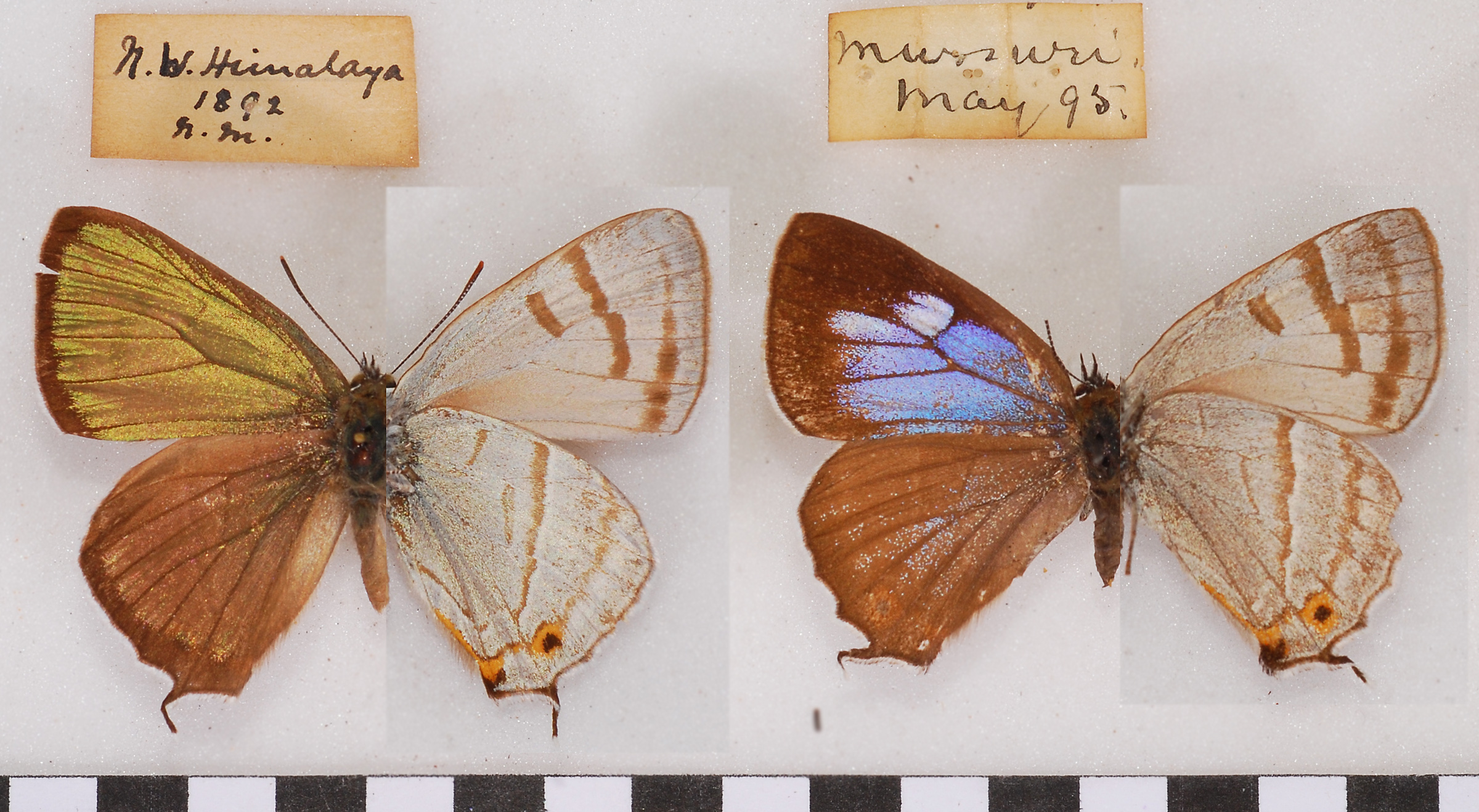
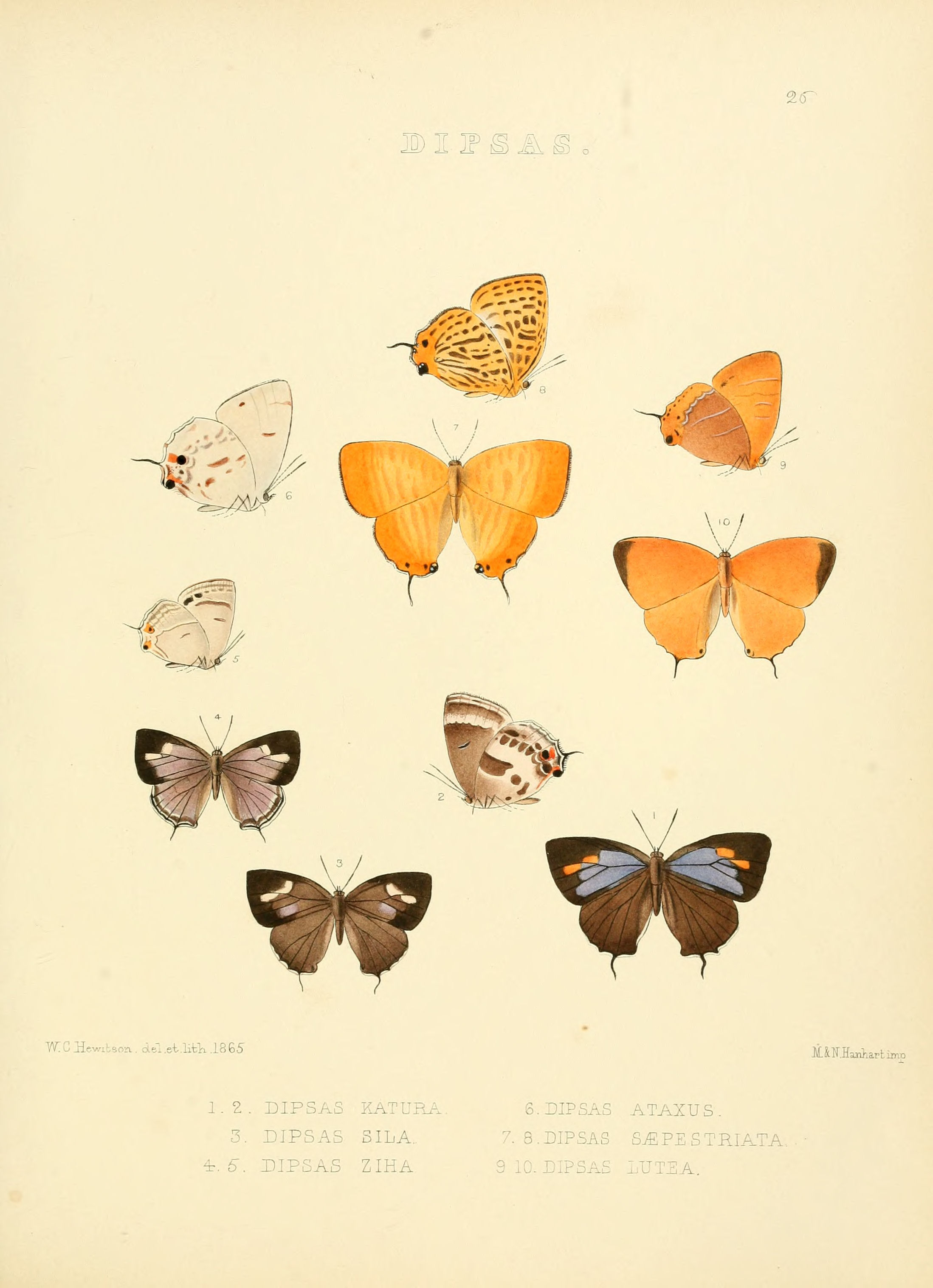